# New Bavaria
New Bavaria es una villa ubicada en el condado de Henry en el estado estadounidense de Ohio. En el Censo de 2010 tenía una población de 99 habitantes y una densidad poblacional de 546,06 personas por km².

## Geografía
New Bavaria se encuentra ubicada en las coordenadas 41°12′13″N 84°10′2″O / 41.20361, -84.16722. Según la Oficina del Censo de los Estados Unidos, New Bavaria tiene una superficie total de 0.18 km², de la cual 0.18 km² corresponden a tierra firme y (0%) 0 km² es agua.

## Demografía
Según el censo de 2010, había 99 personas residiendo en New Bavaria. La densidad de población era de 546,06 hab./km². De los 99 habitantes, New Bavaria estaba compuesto por el 97.98% blancos, el 0% eran afroamericanos, el 0% eran amerindios, el 0% eran asiáticos, el 0% eran isleños del Pacífico, el 2.02% eran de otras razas y el 0% pertenecían a dos o más razas. Del total de la población el 5.05% eran hispanos o latinos de cualquier raza.